# Berthold-Auerbach-Museum

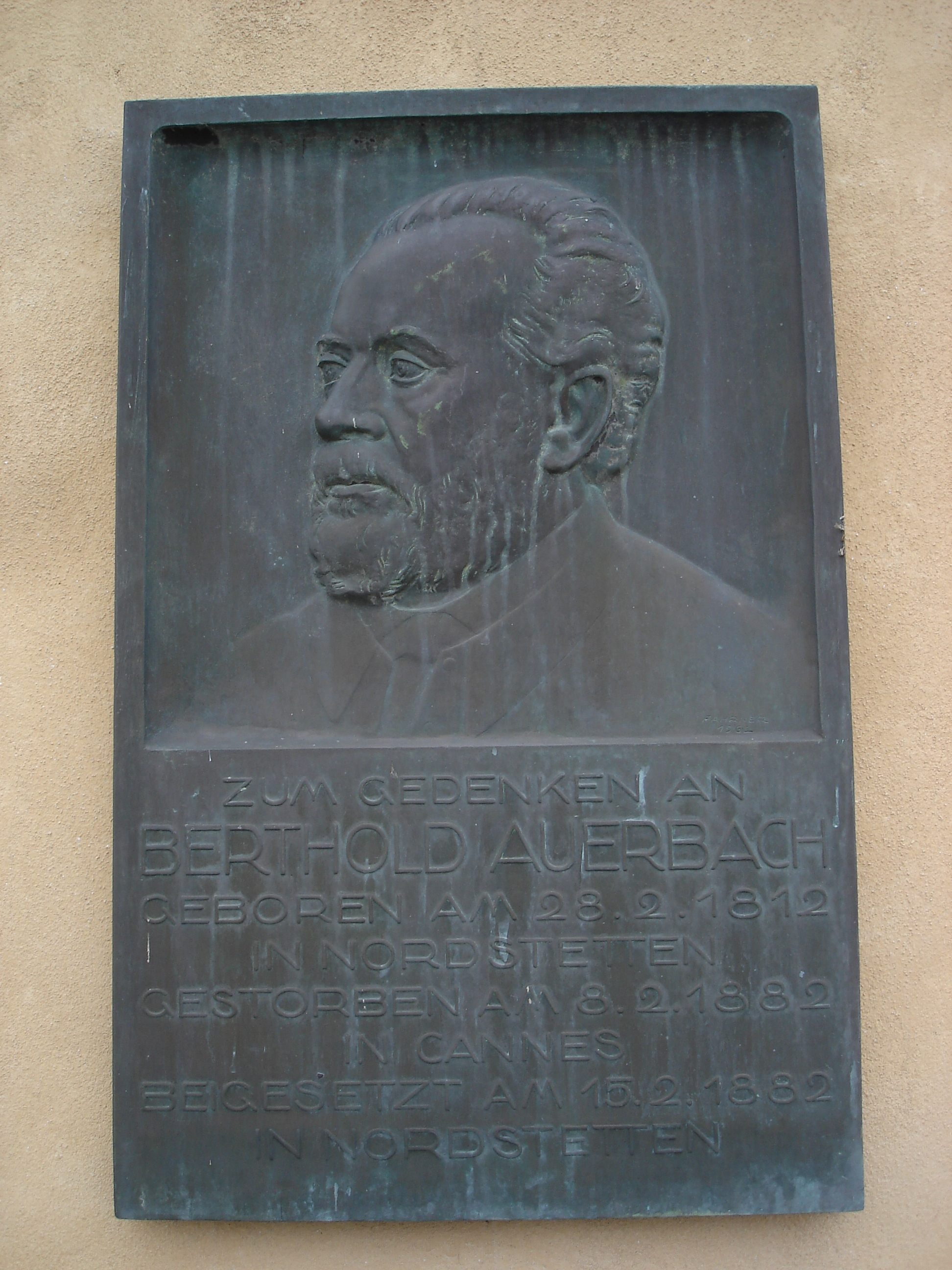
Gedenktafel am Schloss in Nordstetten

Das Berthold-Auerbach-Museum im Horber Stadtteil Nordstetten ist ein Literaturmuseum, das an den hier geborenen Schriftsteller Berthold Auerbach erinnert. 1986 wurde es im Nordstetter Barockschloss eingerichtet.

## Ausstellung

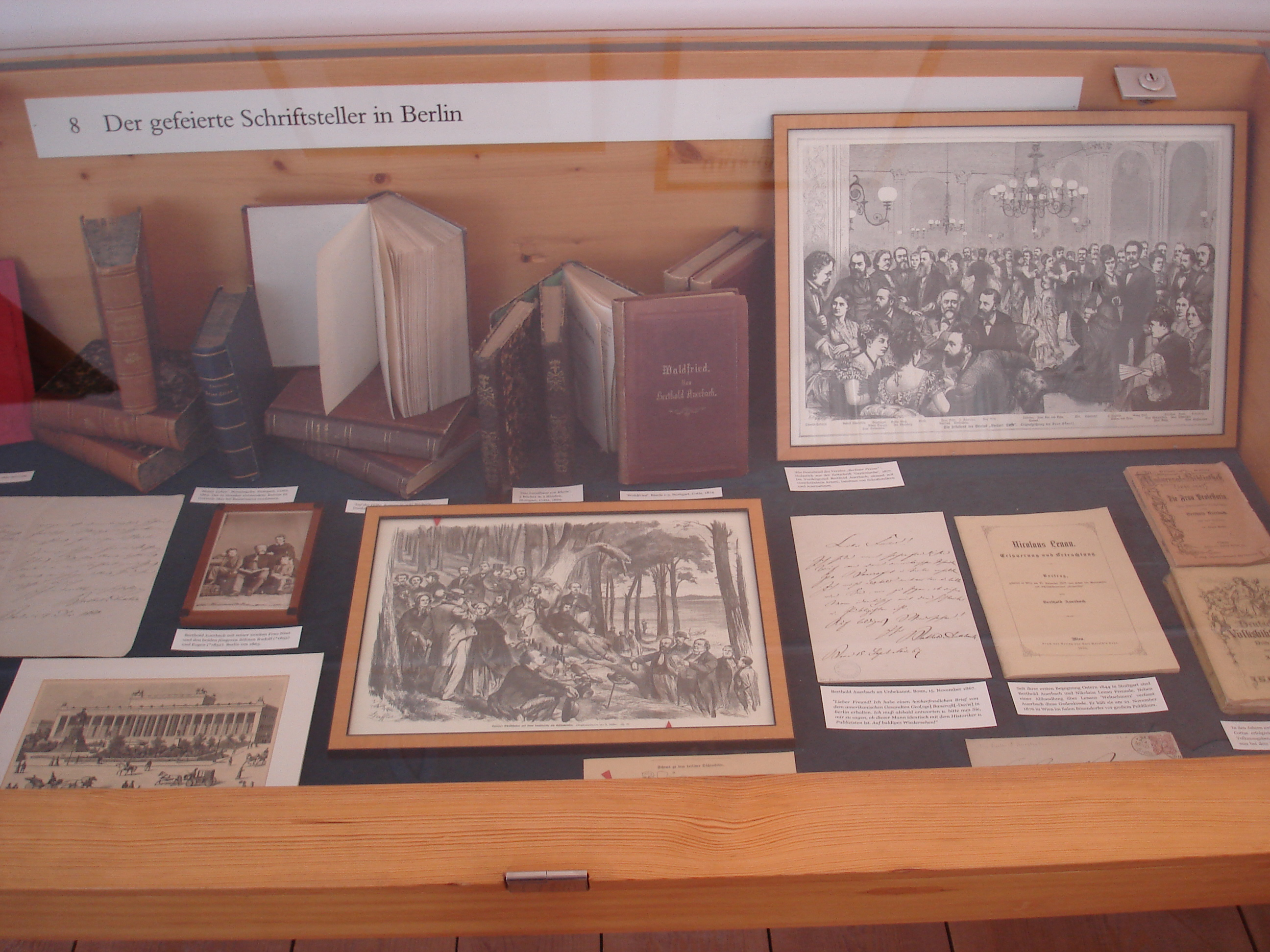
Blick in eine Vitrine

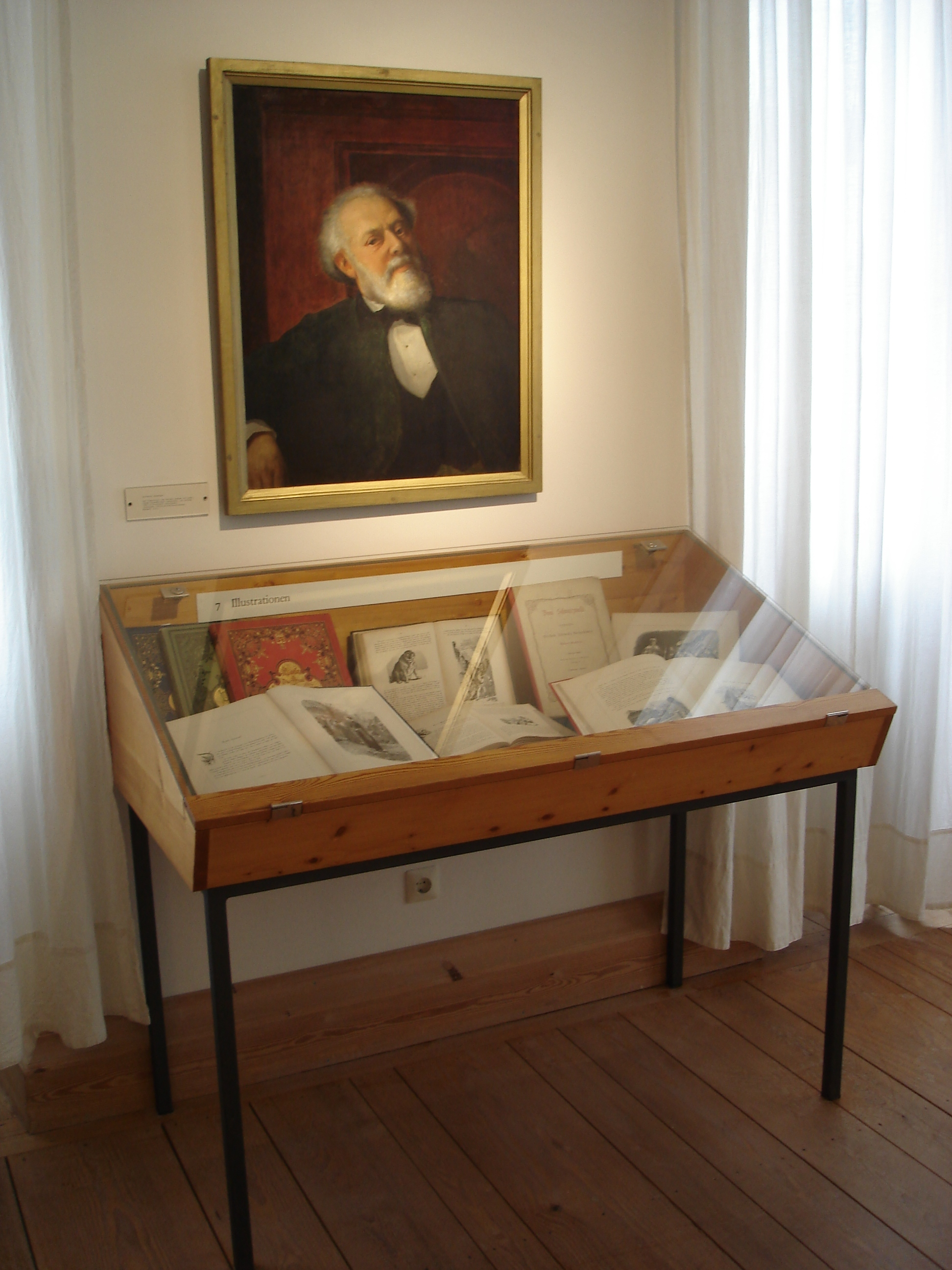
In der Ausstellung

Die Ausstellung zeigt mit Handschriften, Bildern, Erstausgaben und anderen Dokumenten das Leben und Werk des Erzählers und Romanciers Berthold Auerbach, der am 28. Februar 1812 als Kind einer jüdischen Familie in bescheidenen Verhältnissen in Nordstetten geboren wurde. Das einst vorderösterreichische Dorf, heute ein Teilort der Großen Kreisstadt Horb am Neckar, ist auch Schauplatz seiner Schwarzwälder Dorfgeschichten (1843–1854), mit denen Auerbach zu einem Erfolgsautor des 19. Jahrhunderts aufstieg und eine europäische Berühmtheit wurde. Der Auerbach-Literaturkreis veranstaltet im Museum regelmäßig Vorträge und Autorenlesungen. An vier Sonntagen im Jahr werden die Nordstetter Literatur-Spaziergänge angeboten. Mitglieder des Kultur- und Theaterforums Nordstetten führen die Teilnehmer auf den Spuren Auerbachs durch das Heimatdorf des Schriftstellers.

## Sonstiges
Erhalten geblieben sind in Nordstetten Auerbachs Geburtshaus Am Fabrikweg 2 (Gedenktafel) und sein Ehrengrab auf dem Jüdischen Friedhof. Zu den Schauplätzen der Schwarzwälder Dorfgeschichten gehört unter anderem das frühere Gasthaus „Zum Adler“, in dessen Räumen der Lehrer Lauterbacher seine Dorf-Universität unterhielt oder die „Ziegelhütte“, in der sich der Held der Kriegspfeife gesundpflegen ließ. In Bad Niedernau befindet sich im Raidtweg 15 Kilian von Steiners Sommervilla „Waldhaus“, in der sich Auerbach 1879 und 1881 längere Zeit aufgehalten hat.